# Chris Van Allsburg
Chris Van Allsburg, född 18 juni 1949 i East Grand Rapids, är en amerikansk barnboksförfattare och illustratör. Han vann Caldecottmedaljen två gånger, for Jumanji (1982) och Norrskensexpressen (1985), vilka han både skrev och illustrerade. Båda berättelserna har legat till grund för framgångsrika filmatiseringar. 1980 fick han Caldecotts hedersmedalj för The Garden of Abdul Gasazi.  Han blev hedersdoktor vid Michigans universitet i april 2012.

### Fotnoter
1. ↑  hämtat från: engelskspråkiga Wikipedia.[källa från Wikidata]
2. ↑  hämtat från: spanskspråkiga Wikipedia.[källa från Wikidata]
3. ↑  ”Chris Van Allsburg”. Scholastic.com. Arkiverad från originalet den 12 april 2011. https://web.archive.org/web/20110412043635/http://www2.scholastic.com/browse/contributor.jsp?id=3697. Läst 18 november 2011.